# Katja Andy
Katja Andy   (Mönchengladbach, 23 de maig de 1907 - Nova York, 30 de desembre de 2013) va ser una pianista clàssica i professora de piano germano-estatunidenca.

## Biografia
Joventut i primers passos professionals a Alemanya

Katja Andy va néixer a Renània del Nord-Westfàlia. Era el fill més jove d'Otto Aschaffenburg (1869-1933), un fabricant de teixits jueus, i de la seva dona, Clara (nata Ruben), una pianista aficionada que havia estudiat el piano amb Clara Schumann. Va començar a tocar el piano als tres anys. Els seus pares eren mecenes musicals i acollien solistes itinerants dels concerts filharmònics locals a la casa de la família, incloses estrelles com Adolf Busch, Joseph Szigeti, Eugen d'Albert i Walter Gieseking. El pianista Edwin Fischer finalment es va convertir en un amic íntim de la família. El 1924 es va traslladar a Berlín per estudiar amb Edwin Fischer i Michael Wittels. També va assistir a classes de piano d'Artur Schnabel.
Des del 1927, va oferir concerts a duo amb la pianista Agi Jambor. Des del 1930, tocava sovint amb l'orquestra de cambra d'Edwin Fischer i era la seva parella solista al doble concert de Mozart. Als concerts de Bach per a diversos teclats, el seu company d'estudis i amic de tota la vida Grete Sultan es va unir a Fischer i Aschaffenburg. Per a la temporada 1933-34, ja s'havien fixat 60 dates de concerts.
Emigració a França

Aquest prometedor inici d'una carrera concert va ser interromput per Adolf Hitler i la seva arribada al poder el gener de 1933. Quan el règim nazi li va dir que no se li va permetre ensenyar més estudiants aris, ella va fugir d'Alemanya a París a l'abril de 1933, la presa del nom de Katja Andy, que va utilitzar després. El seu germà, Rudolf, havia fugit a Gran Bretanya el 1933, on la seva mare el va seguir el 1939. Otto Aschaffenburg va morir el 1933. Com a ciutadà alemany, a Katja tampoc se li va permetre treballar a França. Se li exigia registrar-se setmanalment a la policia francesa i vivia dels pagaments clandestins d'Edwin Fischer. i guanys de petites feines com a repetiteur i pianista de l'escola de ballet. Després de ser denunciada el 1937, va aconseguir fugir de tornada a Alemanya en tren sense passaport vàlid per intentar obtenir un permís d'emigració. Amb l'ajut del seu modista, conegut d'Hermann Göring, va aconseguir obtenir el visat necessari. La modista, cristiana i el seu nuvi jueu, van tenir menys sort.
Estats Units

El 1937, va emigrar als Estats Units, va acompanyar la ballarina Lotte Goslar en una gira nacional, abans d'establir-se a Detroit el 1938. Poc després de la guerra, es va convertir en ciutadana nord-americana naturalitzada el 1945. El 1948 va començar a ensenyar càrrec a la Universitat DePaul de Chicago. El 1958 es va fer amiga del pianista austríac Alfred Brendel, ell mateix alumne d'Edwin Fischer, a qui va conèixer al festival de Lucerna, Suïssa. Des del 1960, va viure a la ciutat de Nova York, abans de traslladar-se a Boston el 1964. Allà va ensenyar primer al "Boston Conservatory" i, posteriorment, va exercir de professor al "Boston Conservatori" de Nova Anglaterra. Va romandre allà durant la dècada de 1980 i va ser distingida amb un doctorat honoris causa per la seva facultat.

## Darrers anys i mort
Des del 1991, Katja Andy va passar la seva jubilació a la ciutat de Nova York. Va morir el 30 de desembre de 2013, a l'edat de 106 anys.